# Phare de Brothers Island
Le phare de Brothers Island est un phare situé sur la plus grande des îles The Brothers, dans le détroit de Cook, dans la région de Marlborough (île du Sud), en Nouvelle-Zélande.

## Histoire
La tour en bois a été construite en 1877 et mise en service en septembre de la même année. Éclairé initialement par une lampe à huile, ce phare a été pris en charge par quatre gardiens. Plus tard, ils ont été réduits à trois, et plus tard encore à deux. En raison de l'emplacement isolé de l'île, de la difficulté de l'accès aux soins et de la dangerosité de leur approche, ils ne vivaient pas sur place comme dans les autres phares de la Nouvelle-Zélande avec leur femme et leurs enfants. Comme l'île ne dispose ni de sols suffisants pour l'agriculture ni de sources d'eau douce, tout le matériel devait être livré par bateau.
En 1954, la tour fut électrifiée et alimentée par un groupe électrogène diesel. En juillet 1990, la tour a été automatisée et les gardiens de phare retirés. Depuis, il est contrôlé à distance, comme tous les phares de la Nouvelle-Zélande, depuis une salle de contrôle centrale située au siège de Maritime New Zealand (en), à Wellington. Aujourd'hui, la tour est équipée d'un gyrophare moderne avec une ampoule halogène de 50 W alimentée par des batteries chargées par des panneaux solaires.
L'île fait partie d'une zone protégée du Ministère de la Conservation et constitue l'habitat du rare lézard Sphenodon guentheri. L'île n'est donc pas accessible au public.
Le phare , a été mis en service le 24 septembre 1877. Il marque un passage très étroit à l'ouest de Wellington.

## Description
Ce phare  est une tour hexagonale en bois, avec une galerie et une lanterne de 12,5 m de haut. Le phare est peint en blanc et la lanterne est noire. Il émet, à une hauteur focale de 79 m, un éclat toutes les 10 secondes. Sa portée est de 19 milles nautiques (environ 35 km).
Il possède aussi un feu à secteurs rouge (sur deux directions) émettant jusqu'à 10 milles nautiques (environ 18.5 km).
Identifiant : ARLHS : NZL-051 - Amirauté : K4246 - NGA : 5176 .
|                 |
| Brothers Island |

### Lien connexe
- Liste des phares de Nouvelle-Zélande